# اسپنسر بولدمن
اسپنسر بولدمن (انگلیسی: Spencer Boldman؛ زادهٔ ۲۸ ژوئیه ۱۹۹۳) یک هنرپیشه اهل ایالات متحده آمریکا است. وی از سال ۲۰۰۹ میلادی تاکنون مشغول فعالیت بوده‌است. او برای ایفای نقش آدام داونپورت در سریال موش‌های آزمایشگاهی شناخته می‌شود.
از فیلم‌ها یا برنامه‌های تلویزیونی که وی در آن نقش داشته است می‌توان به خیابان جامپ شماره ۲۱، فرشتگان و دختران گاوچران: تابستان داکوتا و موش‌های آزمایشگاهی اشاره کرد.